# Щукин, Николай Митрофанович
Николай Митрофанович Щукин (12 декабря 1922 — 18 июня 1945) — командир сапёрного взвода 10-го отдельного сапёрного батальона (102-я Дальневосточная Новгород-Северская дивизия, 48-я армия, 1-й Белорусский фронт), капитан. Герой Советского Союза.

## Биография
Родился 12 декабря 1922 года в селе Боровинка в крестьянской семье. Окончил 8 классов.

#### Великая Отечественная война
В Красную Армию призван в 1942 году Новозаимским РВК Томской области. В том же году окончил Черниговское военно-инженерное училище. На фронте — с 15 февраля 1943 года. Воевал на Центральном и 1-м Белорусском фронтах.

##### Подвиг
23—24 июня 1944 года под непрерывным пулемётно-миномётным огнём противника успешно выполнил задачу по устройству моста через реку Друть, обеспечив переправу артиллерии и боеприпасов для прорыва обороны противника.
Указом Президиума Верховного Совета СССР от 3 августа 1944 года за образцовое выполнение боевых заданий Командования на фронте борьбы с немецкими захватчиками и проявленные при этом отвагу и геройство старшему лейтенанту Щукину Николаю Митрофановичу присвоено звание Героя Советского Союза с вручением ордена Ленина и медали «Золотая Звезда».
Умер в хирургическом подвижном госпитале от пневмонии 18 июня 1945 года. Похоронен в братской могиле в городе Мамоново Калининградской области.

## Награды
- Медаль «Золотая Звезда» (03.08.1944)[2];
- орден Ленина (03.08.1944);
- орден Красной Звезды (1944);
- медаль «За отвагу» (1943).